# Combat de Maisdon
La batalla de Maisdon va tenir lloc el 5 de juny de 1832 durant la Cinquena Guerra de Vendée.

## Procés
A principis de juny, 350 Vendéans de la divisió de Vallet i Loroux, dos terços dels quals estaven desarmats, es van reunir al poble de Hautière, a la comuna de Maisdon-sur-Sèvre. Els Vendéans estan comandats per Le Chauff de la Blanchetière, ell mateix assistit per Bascher, Guilloré i Kersabiec. La tropa ha de marxar cap al pantà de Grenouillère per unir-se a la duquessa de Berry.
Però el 5 de juny, els legitimistes van ser sorpresos per la guarnició de Clisson: després d'una breu batalla d'un quart d'hora, els Vendéans van fugir, deixant 12 morts. Kersabiec i Guilloré i uns quants més van ser detinguts posteriorment i Charles Bascher va ser afusellat per guàrdies nacionals.